# Tratado de la pintura
El tratado de la pintura (Trattato della pittura) es una colección de escritos de Leonardo da Vinci registrados en sus cuadernos bajo el título general "Sobre la pintura". Los manuscritos se comenzaron en Milán mientras da Vinci estaba al servicio de Ludovico Sforza y fueron recopilados por su heredero Francesco Melzi. 
Su principal objetivo era argumentar que la pintura era una ciencia. La aguda observación de su autor sobre la expresión y el carácter se evidencia en su comparación de la risa y el llanto, sobre la cual señala que la única diferencia entre las dos emociones en términos del "movimiento de los rasgos [faciales]" es "el fruncimiento de las cejas, que se agrega en el llanto, pero más elevado y extendido en la risa".
En 1937, Max Ernst escribió en Cahiers d'Art que el consejo de da Vinci sobre el estudio de las manchas en las paredes le provocó una "obsesión visual insoportable". Todas las ediciones del tratado se conservan en la Biblioteca Elmer Belt de Vinciana en UCLA.

## Historia
Los manuscritos se comenzaron en Milán mientras Leonardo da Vinci estaba al servicio de Ludovico Sforza (entre 1482 y 1499), y se trabajaron sustancialmente durante los últimos 25 años de la vida del artista. Las obras publicadas posteriormente en la colección se basaron en los escritos de Leon Battista Alberti y Cennino Cennini. Tras la muerte de Leonardo, sus cuadernos pasaron a manos de su alumno y heredero Francesco Melzi para ser publicados, tarea de abrumadora dificultad debido a su alcance y la escritura idiosincrásica de Leonardo. Melzi reunió los documentos para Tratado de la pintura de 18 de los 'libros' de Leonardo (dos tercios de los cuales han desaparecido).
Una versión del tratado se publicó en Francia en 1632. Fue impreso en forma abreviada en francés e italiano como Trattato della pittura por Raffaelo du Fresne en 1651. Después de que la versión de Melzi fuera redescubierta en la Biblioteca del Vaticano, el tratado se publicó por primera vez en su forma moderna en 1817.